# Neoludwigia lixoides
Neoludwigia lixoides là một loài bọ cánh cứng trong họ Cerambycidae.